# Theodor Sandel (Architekt)
Theodor Sandel (* 2. Oktober 1845 in Heilbronn; † 1. Juni 1902 in Jerusalem) war ein auslandsdeutscher Architekt und Vermessungsingenieur, der nach seiner Ausbildung nach Palästina auswanderte. Er erlangte insbesondere durch die Vermessung weiter Teile Palästinas Bedeutung und wurde Bürgermeister der Tempelkolonie in Jerusalem.

## Leben

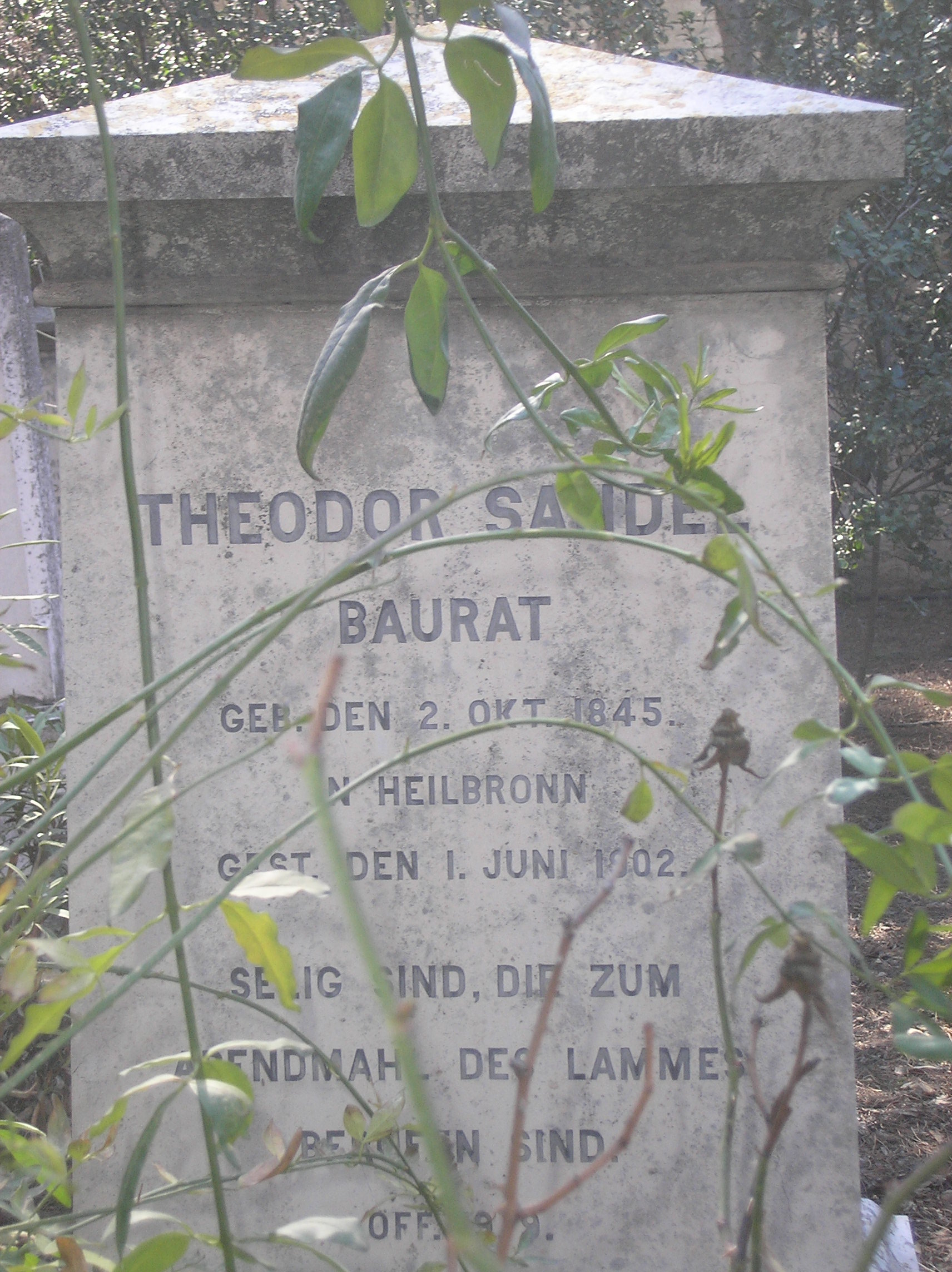
Sandels Grab auf dem Templerfriedhof in Rephaʾim

Theodor Sandel war der Sohn des Arztes Christian Gottlob David Sandel (1817–1879:100), der 1844 von Schwäbisch Hall nach Heilbronn gekommen war und seit den frühen 1850er Jahren in Kontakt mit der Tempelgesellschaft stand. 1858 zog die Familie auf den Kirschenhardthof bei Marbach am Neckar, eine von den Templern errichtete Probesiedlung. Sandel studierte von 1863 bis 1866 Architektur am Polytechnikum Stuttgart, außerdem erwarb er Kenntnisse der Vermessungstechnik. Beim Bau der Eisenbahn im oberen Donautal war er als Regierungsbauführer (Referendar) tätig.
Nachdem seine Familie bereits 1869 ins osmanische Mutesarriflik Jerusalem nach Jaffa verzogen war, wo sein Vater an dem von Peter Martin Metzler gegründeten Krankenhaus wirkte,:100 folgte Sandel ihr 1871 nach. Im Auftrag Plato von Ustinows kartografierte er erstmals die Stadt Jaffa und das Sumpfgebiet des Wadi Musrara (arabisch وادي المصرارة), heute Ajalon (נחל איילון). Wenig später kam er nach Jerusalem, wo er sich in der Templersiedlung in der Rephaʾim-Ebene niederließ. Als deren Bürgermeister empfing ihn Kaiser Wilhelm II. im Rahmen seiner Palästinareise zu einer Audienz am 28. Oktober 1898 in Jaffa.:116 Als Architekt und Kartograf war er bei der Neuanlage der Tempelsiedlungen in Haifa, Jaffa und Sarona beteiligt, außerdem am Bau der Bahnstrecke Jaffa–Jerusalem, der Missionsstation in Gaza, des Hospizes des Palästinavereins der Katholiken Deutschlands in Jerusalem (1885–1888) und von mehreren Kirchen. Zu den von ihm erstmals kartografisch erfassten Gebieten zählen weite Teile des südlichen Palästina.
Er war in erster Ehe ab 1874 mit Klara Hardegg (1850–1885), einer Tochter des Kaufmanns und Mitbegründers der Tempelgesellschaft Georg David Hardegg, verheiratet. Der Ehe entsprangen vier Söhne und eine Tochter, darunter Benjamin Sandel (1877–1941), der ebenfalls Architekt im Heiligen Land war (u. a. Bauaufsicht Immanuelkirche Jaffa, Bauausführung Dormitio-Kirche, Jerusalem):134 und Georg David Sandel (auch Architekt). Nach dem Tod der ersten Frau heiratete er 1886 in Jerusalem Lucie Sabine Bertsch (1851–1933). Dieser zweiten Ehe entstammte ein weiterer Sohn.